# Eucomis bicolor
Еукоміс двоколірний (Eucomis bicolor) — вид рослини родини холодкові.

## Назва
В англійській мові має назву «лілія-ананас» (англ. pineapple lily).

## Будова
Багаторічна рослина, що має підземну цибулину до 7,5 см в діаметрі та розетку лискучих листків з хвилястим краєм 10 см завширшки та 50 завдовжки. Через незвичної форми суцвіття з пучком листя на горі отримала назву «лілія-ананас». Квіти з'являються на квітконіжці висотою 15 см. Пелюстки мають пурпуровий край. Вся рослина має дуже специфічний вигляд.

## Поширення та середовище існування
Зростає на гірських схилах та луках Південної Африки.

## Практичне використання
Вирощують як декоративну рослину.

## Галерея

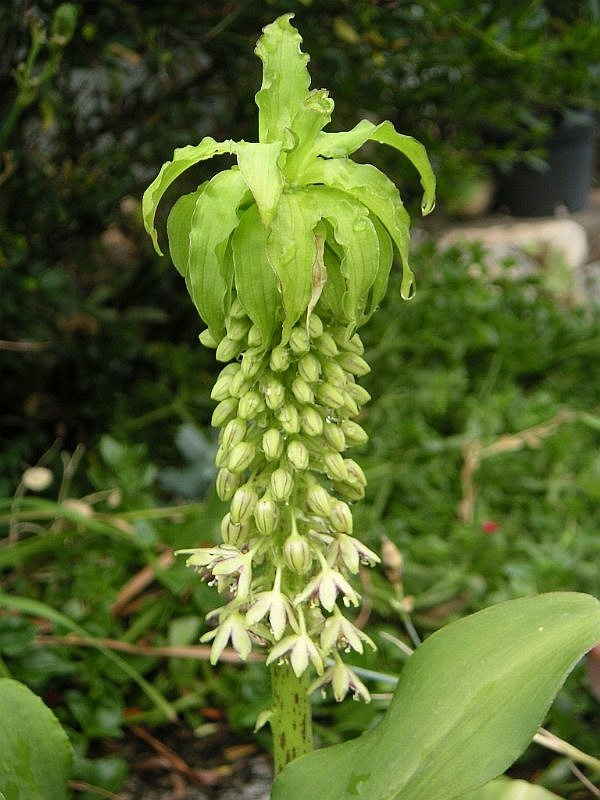
Суцвіття
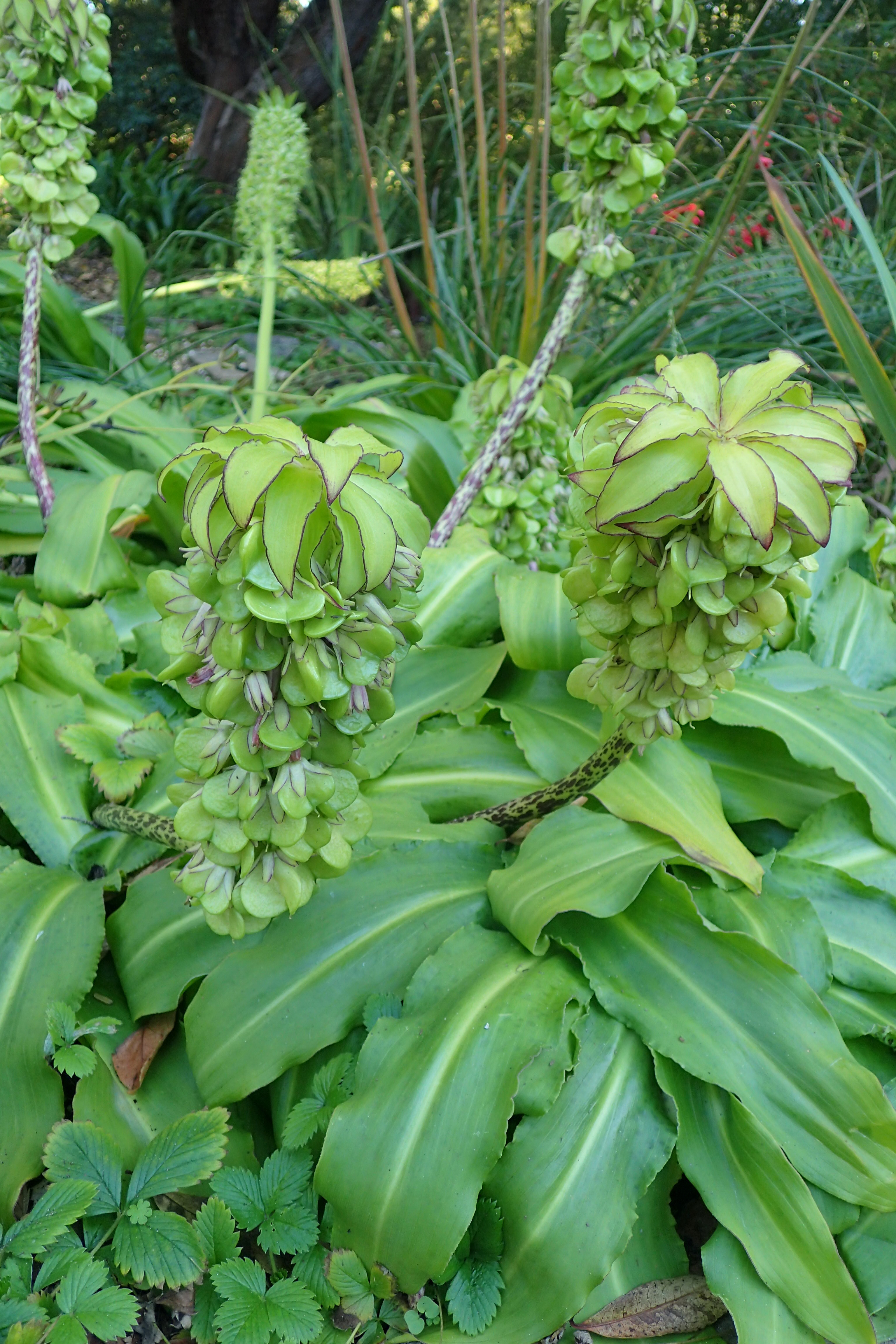
Загальний вид рослини
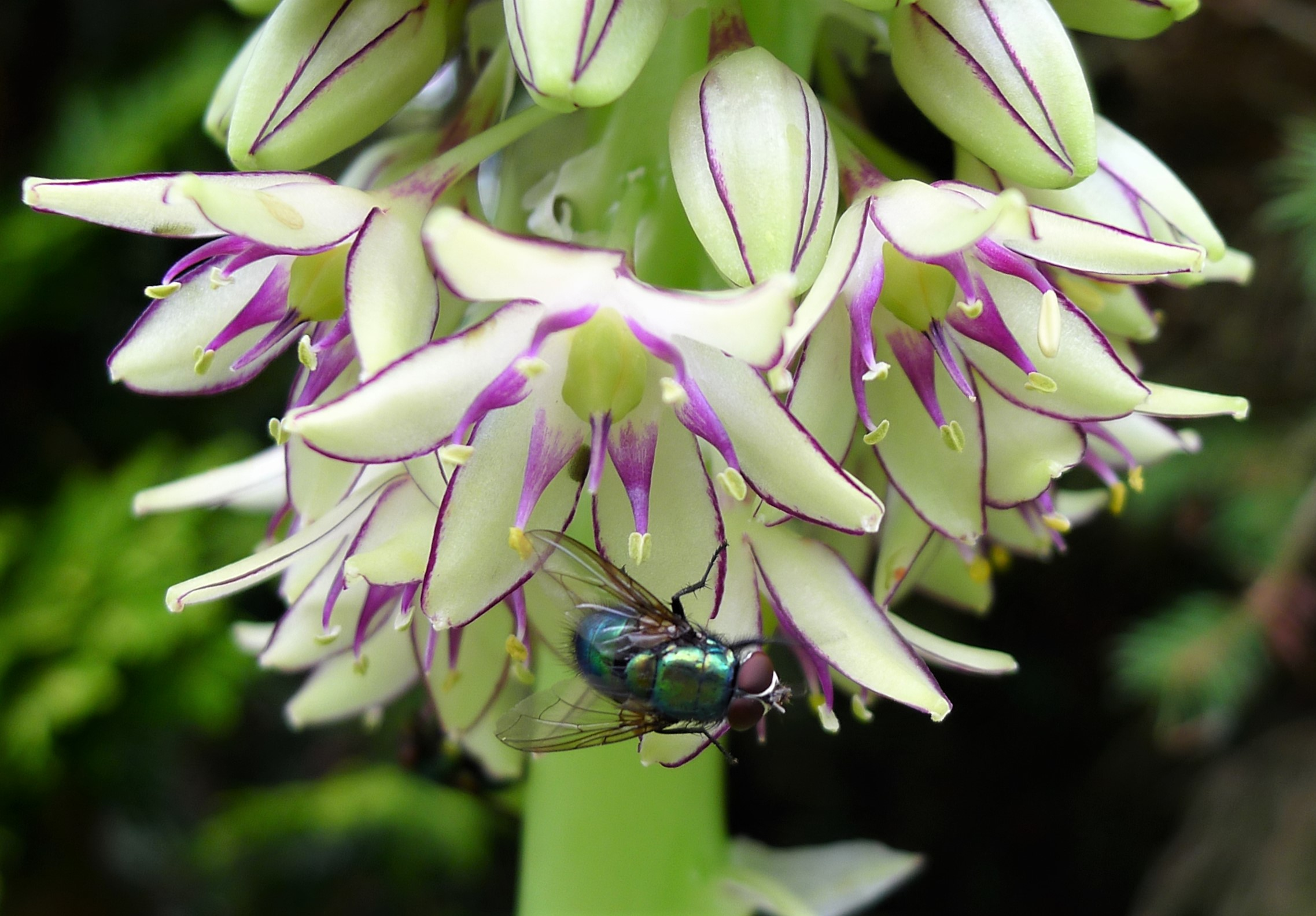
Квіти